# Vjalikaja Masjtjanitsa
Vjalikaja Masjtjanitsa (vitryska: Вялікая Машчаніца) är en agropolis i Belarus.   Den ligger i voblasten Mahiljoŭs voblast, i den centrala delen av landet, 130 km öster om huvudstaden Minsk. Vjalikaja Masjtjanitsa ligger 174 meter över havet och antalet invånare är 579.

## Natur
Terrängen runt Vjalikaja Masjtjanitsa är platt, och sluttar österut. Trakten är glest befolkad. Närmaste större samhälle är Bjalynіtjy, 7,7 km nordost om Vjalikaja Masjtjanitsa.